# 泰山寺
泰山寺（たいさんじ）は、愛媛県今治市小泉にある真言宗の寺院。金輪山（きんりんざん）勅王院（ちょくおういん）と号す。本尊は地蔵菩薩。四国八十八箇所第五十六番札所。
- 本尊真言：おん かかかび さんまえい そわか
- ご詠歌：みな人の詣りてやがて泰山寺　来世（らいせ）の引導（いんどう）たのみおきつつ

## 沿革
寺伝によれば弘仁6年（815年）に空海（弘法大師）が梅雨期に当地を訪れた際に、蒼社川が氾濫していたが、村に伝えられる悪霊の祟りと考えられていた。空海は村人と堤防を築き、河原で土砂加持の秘法を七座にわたって修し、満願の日に空中に延命地蔵菩薩を感得し治水は成就した。空海はその修法の地に不老松を植え、感得した地蔵菩薩像を刻み金輪山々上に堂宇を建て本尊として安置したという。泰山寺の名は延命地蔵経中の「女人泰産」からとったものである。一説には道教の五岳の一つである東岳泰山からの引用ともいわれる。
天長元年（824年）には淳和天皇の勅願所となり、七堂伽藍を備え10坊を持つ規模となったものの数度の兵火により衰退し、空海が不老松を植えた山麓の現在の場所へ移築された。

## 境内
- 本堂：安政元年（1854）再建。
- 大師堂：昭和60年（1985年）落慶。大師像を拝顔できる。
- 鐘楼：明治14年（1881年）建立。今治城内の太鼓楼の古材で再建された。
- 仁王像：仁王門は無く本堂と客殿の間の廊下に立っている。
- 不動明王石像、役の行者石像、理源大師石像、如意輪観音石像。
- 弁財天祠：小さい池の中に祠。
- 不忘松：弘法大師が寺を建立した際に手植えしたという伝説が残る初代の松の切り株が祀られた祠があり、足腰に御利益がある。現在は三代目の松が育っている。
- 持仏堂：如意輪観音菩薩像を障子戸が開いていれば見ることができる。（入口を入って正面）

今治市郊外の田園の中、石垣に囲まれた高台にあり、2000年に改修された白い漆喰塀が美しい。数段の石段を上ると石柱門が立ち境内に入る。正面に客殿その右に納経所さらに右に鐘楼がある。大師堂は右後ろになる。本堂は左奥にある。
- 宿坊：定員80名（季節営業 3〜5、9〜11月のみ）
- 駐車場：30台、大型4台（駐車料金：普通車200円）

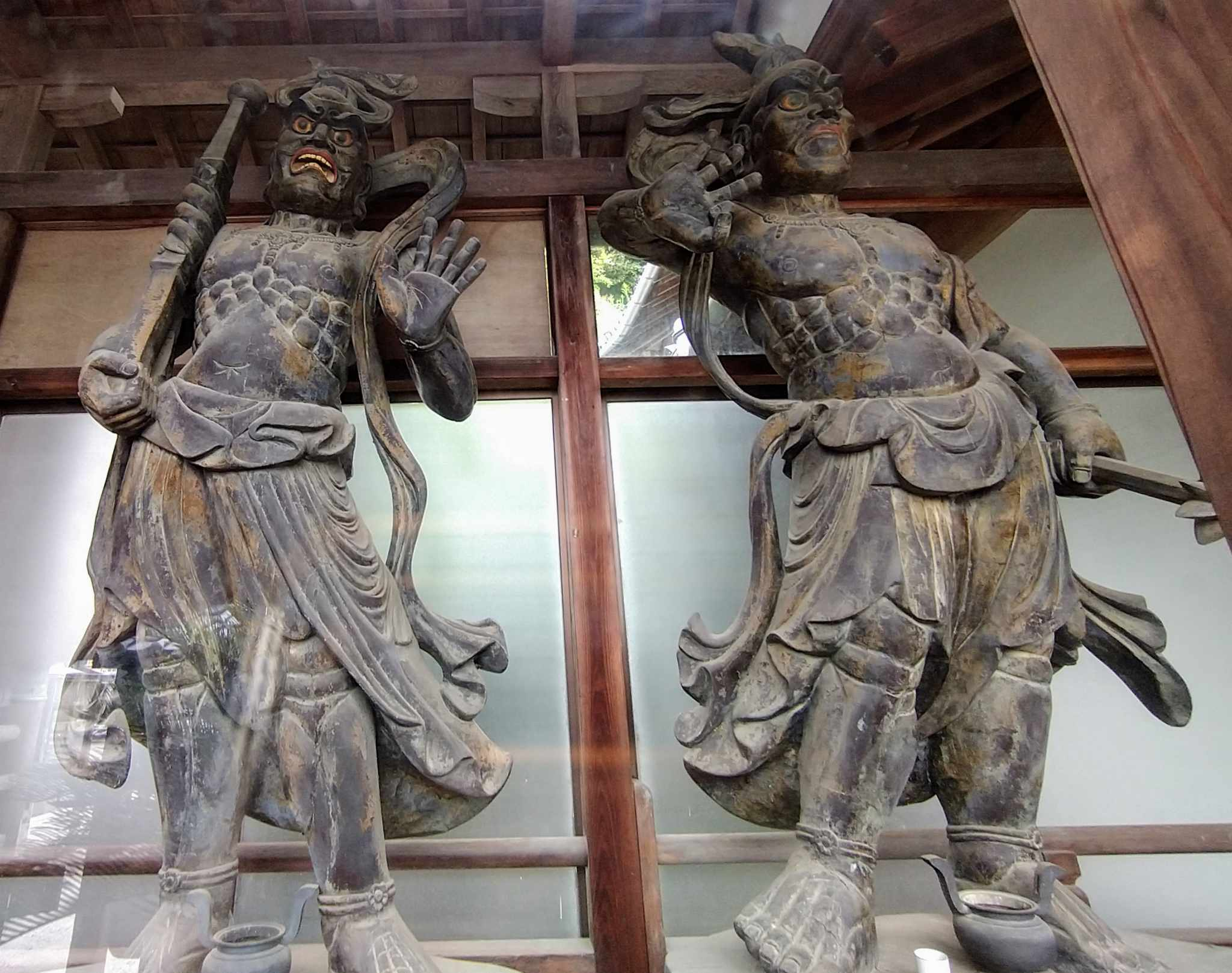
仁王像
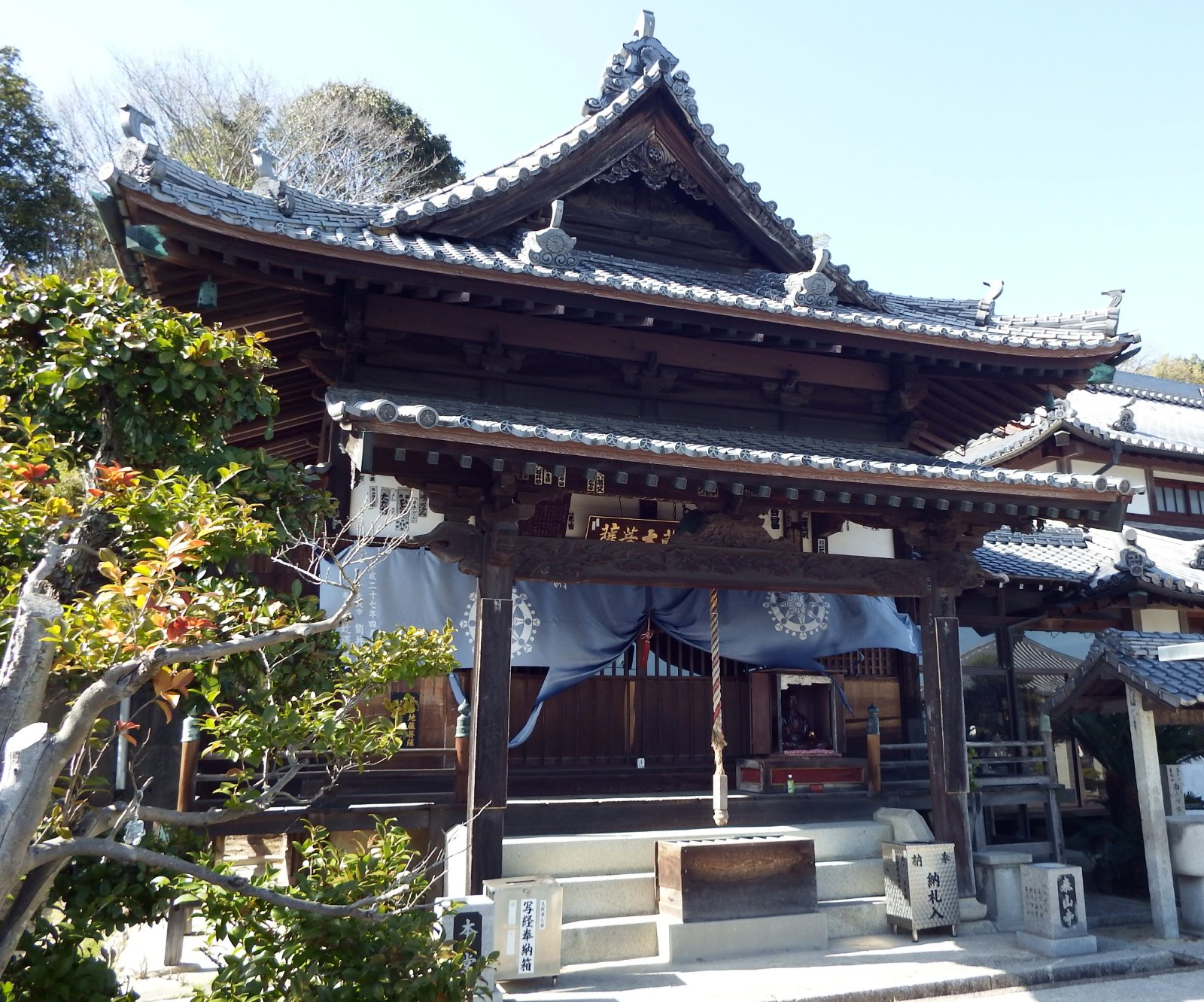
本堂
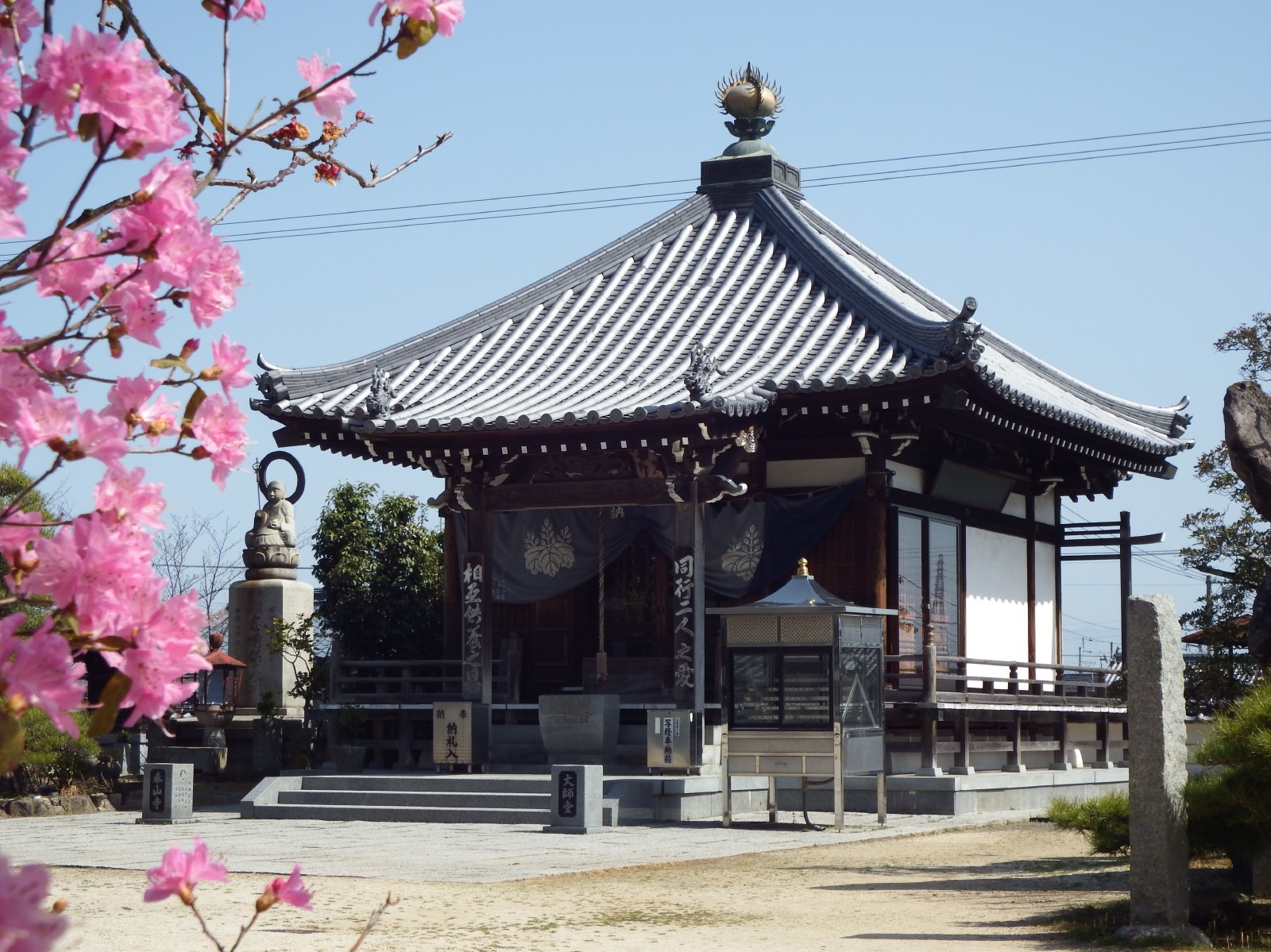
大師堂
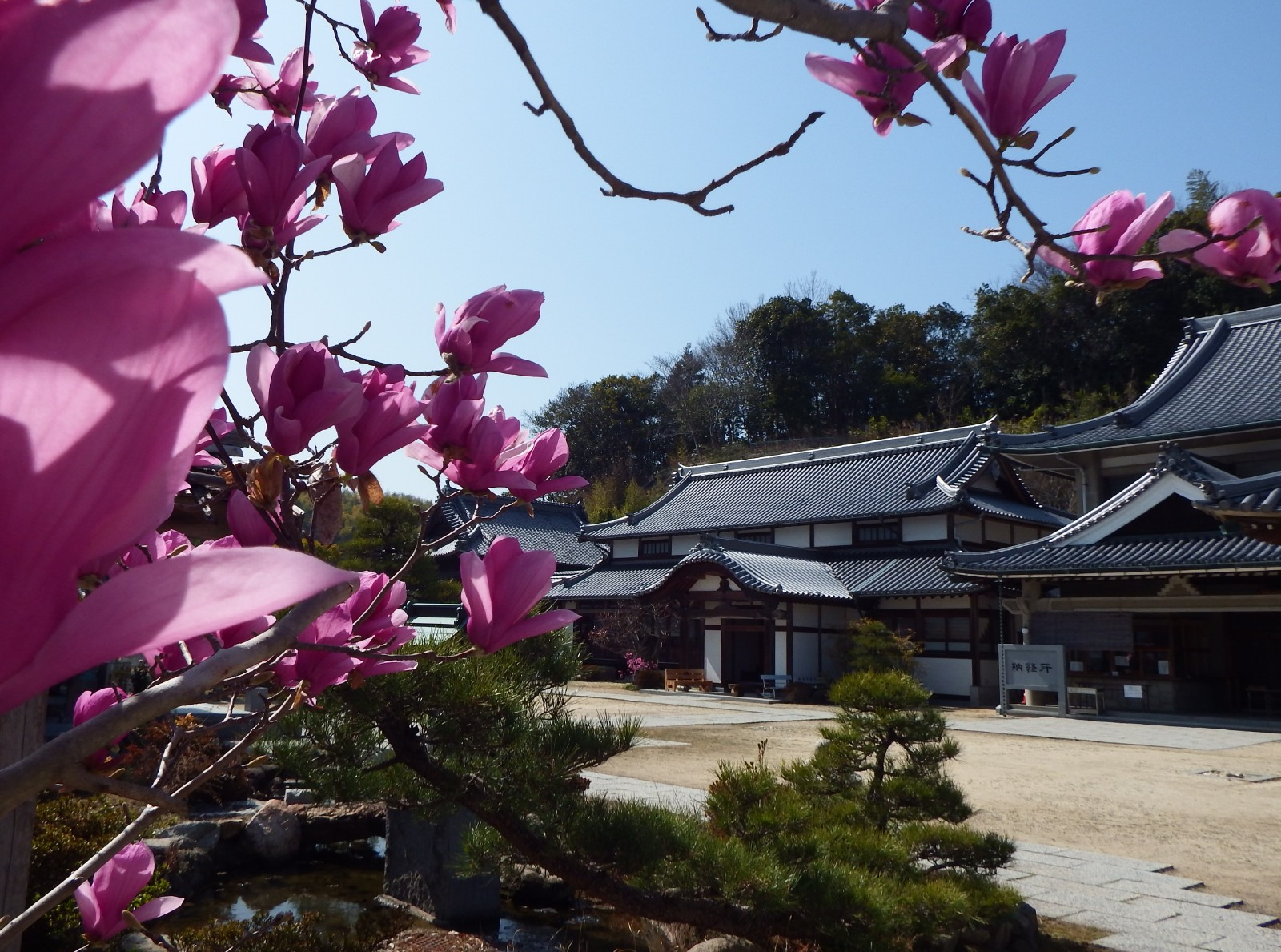
境内

## 交通案内
鉄道
- 四国旅客鉄道（JR四国） 予讃線 – 今治駅 (2.5 km)

バス
- 今治港、今治駅よりせとうちバス鈍川温泉 木地ロ・葛谷行きまたは鈍川経由神子森行き「小泉」下車 (0.7 km)
- 大三島 – 今治 – 松山市駅間特急バス「別名（べつみょう）」下車 (1.2 km)

道路
- 一般道：国道196号 小泉 (0.6 km)
- 自動車道：西瀬戸自動車道（西瀬戸しまなみ海道）今治IC (1.3 km)

## 奥の院
石鈇山 龍泉寺（いしづちさん りゅうせんじ）
養老年間、行基の開基で自ら不動明王を刻み安置して天聖院と称したと伝わる。慶長15年（1610年）には今治藩主藤堂高虎の祈願所となった。元禄12年（1699年）役小角の千年忌に際し仙寿院と改称したが翌年火災で焼失する。その後、大正元年（1912年）喜多郡滝川村（現・大洲市）の龍泉寺を仙寿院へ移転し3年後には現在の本堂を新築し龍泉寺と称した。
- 本尊：十一面観世音菩薩、脇仏：石鈇大権現、不動明王、弘法大師、阿奈波大明神。
- 所在地：愛媛県今治市小泉二丁目8-18 （龍泉寺）

仏堂の正面には鏝絵（こてえ）の十一面観音が掲げられ、弁財天の祠があり、石仏が立つ。納経及び御影の授与は、泰山寺にて受けることができる。

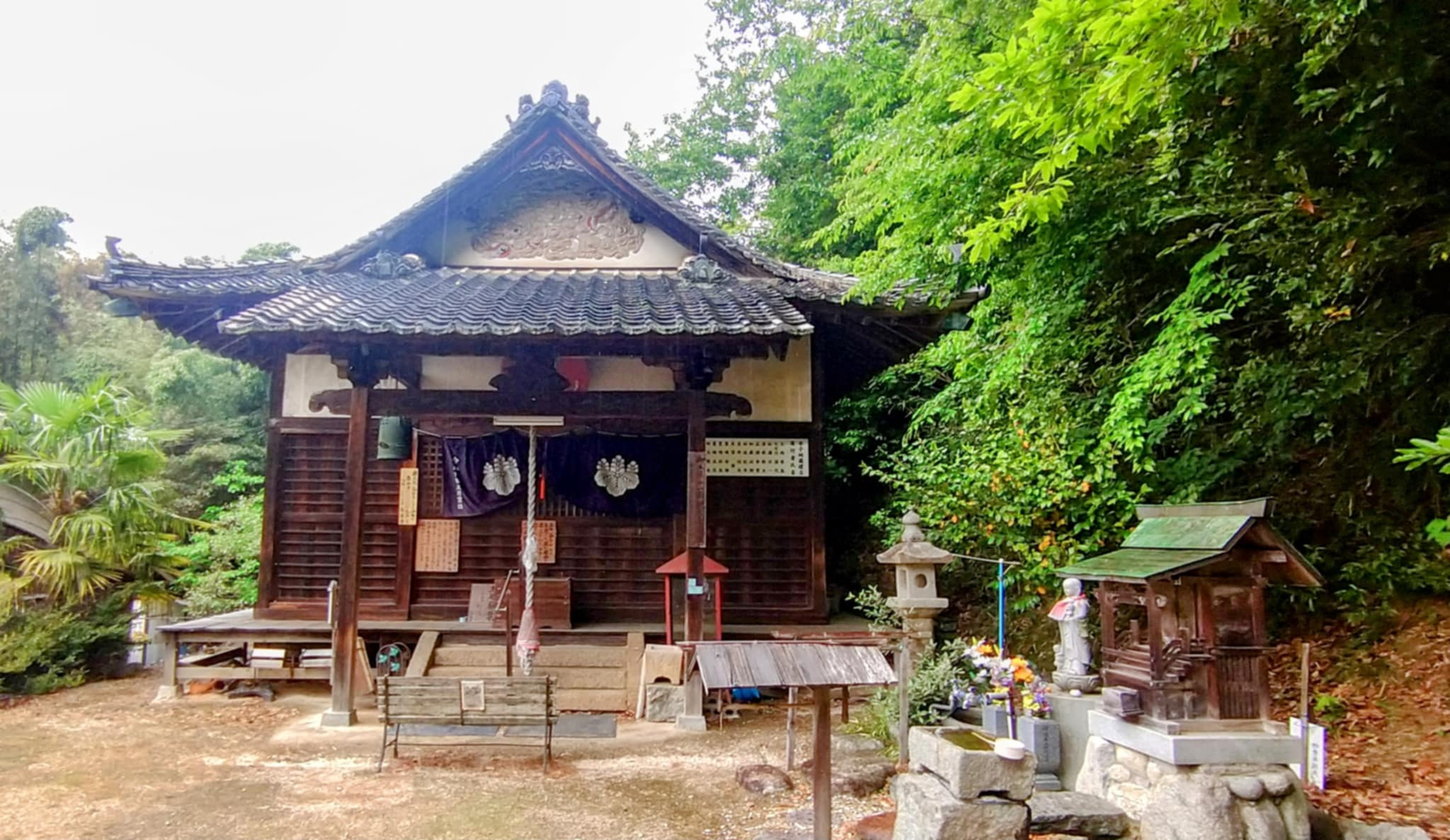
境内
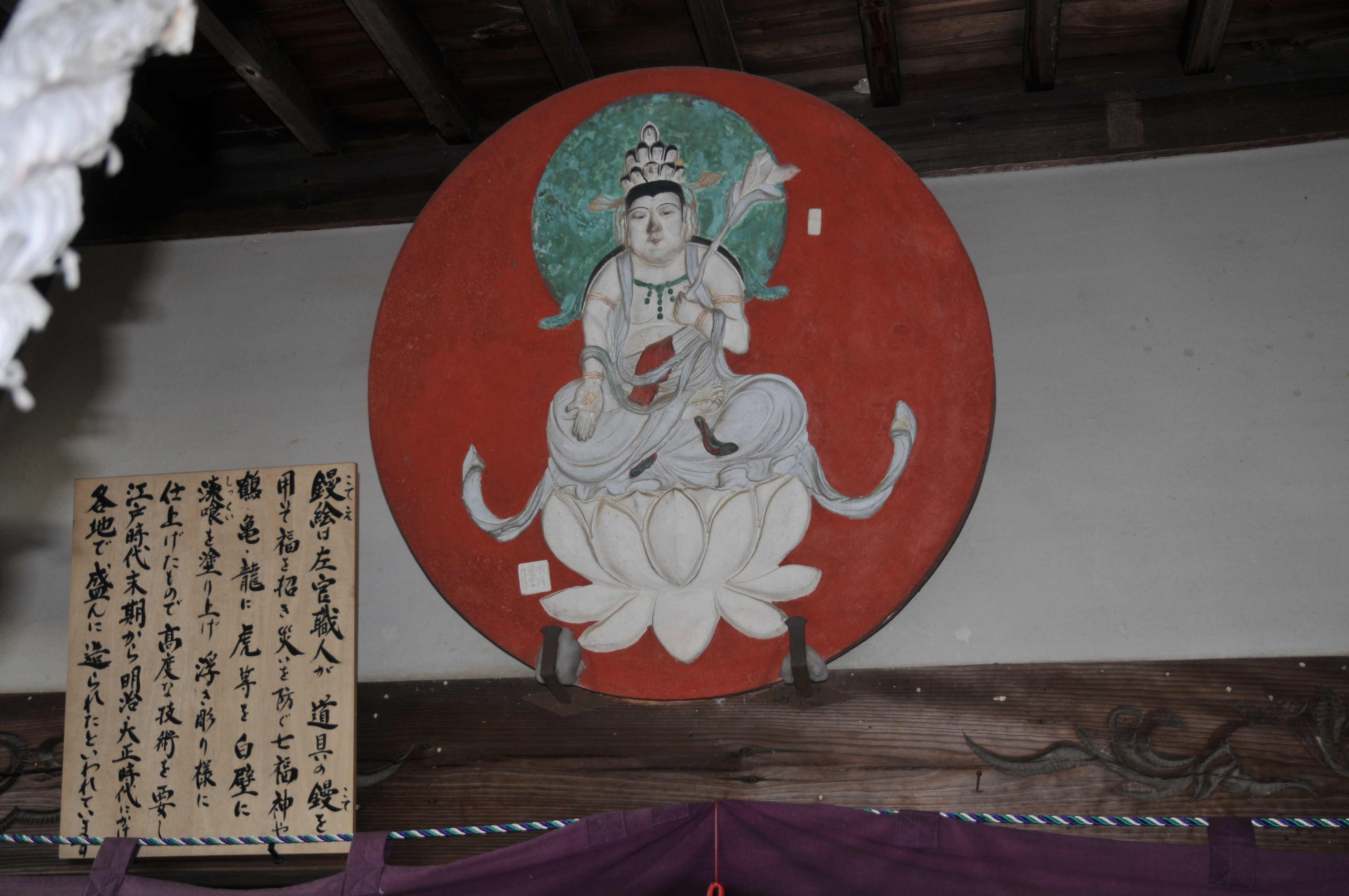
鏝絵
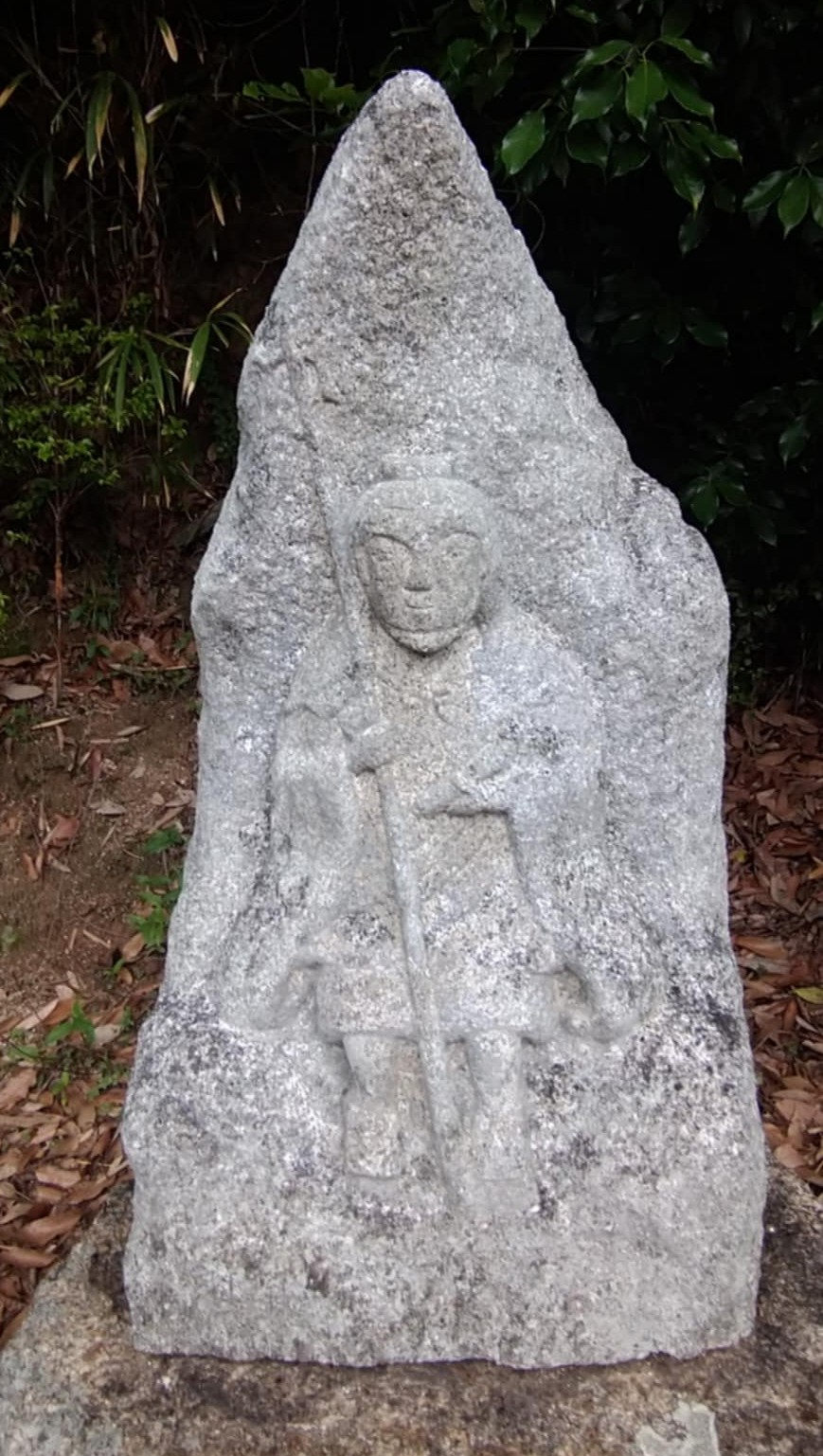
役小角とみられる石仏

## 前後の札所
四国八十八箇所
55 南光坊 --(3.0 km)-- 56  泰山寺 --(3.1 km)-- 57 栄福寺

## 周辺情報

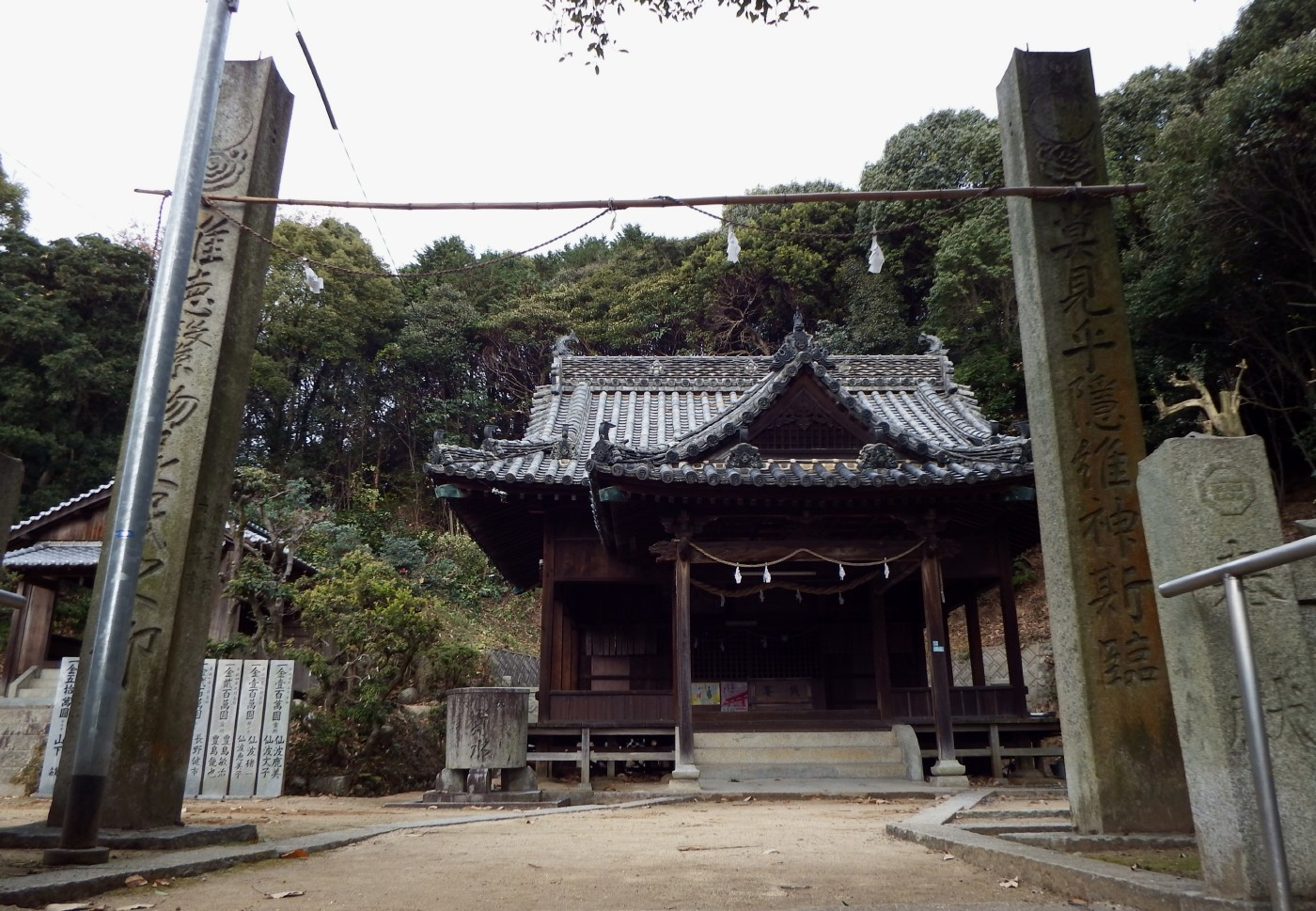
三島神社　本殿拝殿

- 三島神社：当寺の東側に隣接する石段を中腹まで上がって行くと三島神社の境内があり本殿拝殿がある。さらに登ると金輪山の山頂になり、かつて当寺のあった跡地に至るが、今は何も残っていない。